# Avon (Indiana)
Avon es un pueblo ubicado en el condado de Hendricks en el estado estadounidense de Indiana. En el Censo de 2010 tenía una población de 12446 habitantes y una densidad poblacional de 335,04 personas por km².

## Geografía
Avon se encuentra ubicado en las coordenadas 39°45′55″N 86°22′58″O / 39.76528, -86.38278. Según la Oficina del Censo de los Estados Unidos, Avon tiene una superficie total de 37.15 km², de la cual 36.88 km² corresponden a tierra firme y (0.71%) 0.26 km² es agua.

## Demografía
Según el censo de 2010, había 12446 personas residiendo en Avon. La densidad de población era de 335,04 hab./km². De los 12446 habitantes, Avon estaba compuesto por el 86.69% blancos, el 5.87% eran afroamericanos, el 0.35% eran amerindios, el 3.33% eran asiáticos, el 0.09% eran isleños del Pacífico, el 1.45% eran de otras razas y el 2.23% pertenecían a dos o más razas. Del total de la población el 4.27% eran hispanos o latinos de cualquier raza.

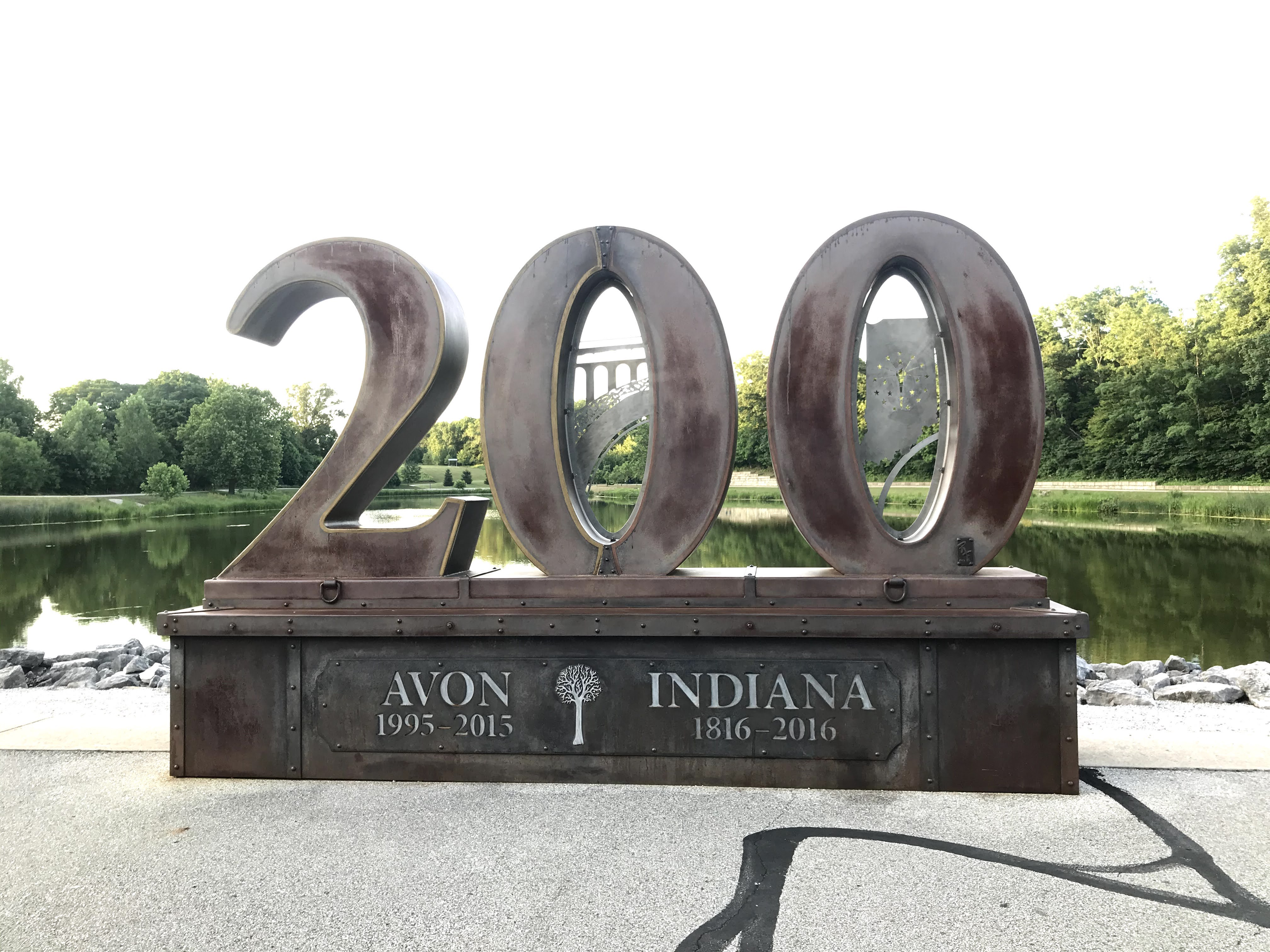
Escultura "Avon 200" en Avon